# San Simón
San Simón é uma cidade venezuelana, capital do município de Simón Rodríguez (Táchira).